# Johannes Conrads (Physiker)
Johannes Peter Franz Conrads, auch Johannes Peter Franziskus Conrads, (* 28. September 1934; † 23. September 2005) war ein deutscher Physiker und Hochschullehrer. Seine Forschungsschwerpunkte lagen auf dem Gebiet der Plasmaphysik und Kernfusion.
Nach dem Studium an der RWTH Aachen wurde er 1966 mit einer Arbeit über „Die Erzeugung von Seriengrenzkontinua mit Hilfe von Gleitfunken zur Absolutmessung im Vakuum-Ultraviolett“ promoviert und ging anschließend mit einem Postdoc-Stipendium der National Academy of Sciences ans Langley Research Center in die USA. Dort konstruierte er eine Plasmaquelle, mit deren Hilfe er erstmals die Spektrallinien der Sonnenkorona künstlich erzeugte.
1969 kehrte er nach Deutschland zurück und leitete von 1973 bis 1992 am Forschungszentrum Jülich den Aufbau und Betrieb des Großfusionsexperiments TEXTOR. 1984/85 führte ihn ein Forschungsaufenthalt erneut in die USA, wo er an der Princeton University am Aufbau des dortigen Kernfusionsreaktors TFTR (Tokamak Fusion Test Reactor) beteiligt war.
Nach der deutschen Wiedervereinigung wurde Conrads 1992 an die Ernst-Moritz-Arndt-Universität Greifswald berufen und übernahm zugleich die Leitung des dortigen Instituts für Niedertemperatur-Plasmaphysik (INP). Dieses führte die Tradition des einstigen DDR-Akademieinstituts für Gasentladungsphysik fort, das 1950 von Rudolf Seeliger gegründet worden war. Neben dem Umbau des INP engagierte sich Conrads für die Ansiedlung des Fusionsreaktors Wendelstein 7-X, für die Greifswalder Sternwarte sowie in der Gesellschaft der Freunde und Förderer der Universität. 
Für seine Aufbauleistung in Greifswald wurde Conrads 2001 mit dem Bundesverdienstkreuz am Bande geehrt. Die Gesellschaft der Freunde und Förderer der Universität verlieh ihm die Ehrenmitgliedschaft. Außerdem vergibt der Verein Greifswalder Sternwarte e.V. seit 2007 alle zwei Jahre einen „Johannes-Conrads-Preis“ für theoretische und praktische Arbeiten auf dem Gebiet der Astronomie.